# Titularbistum Cuncacestre

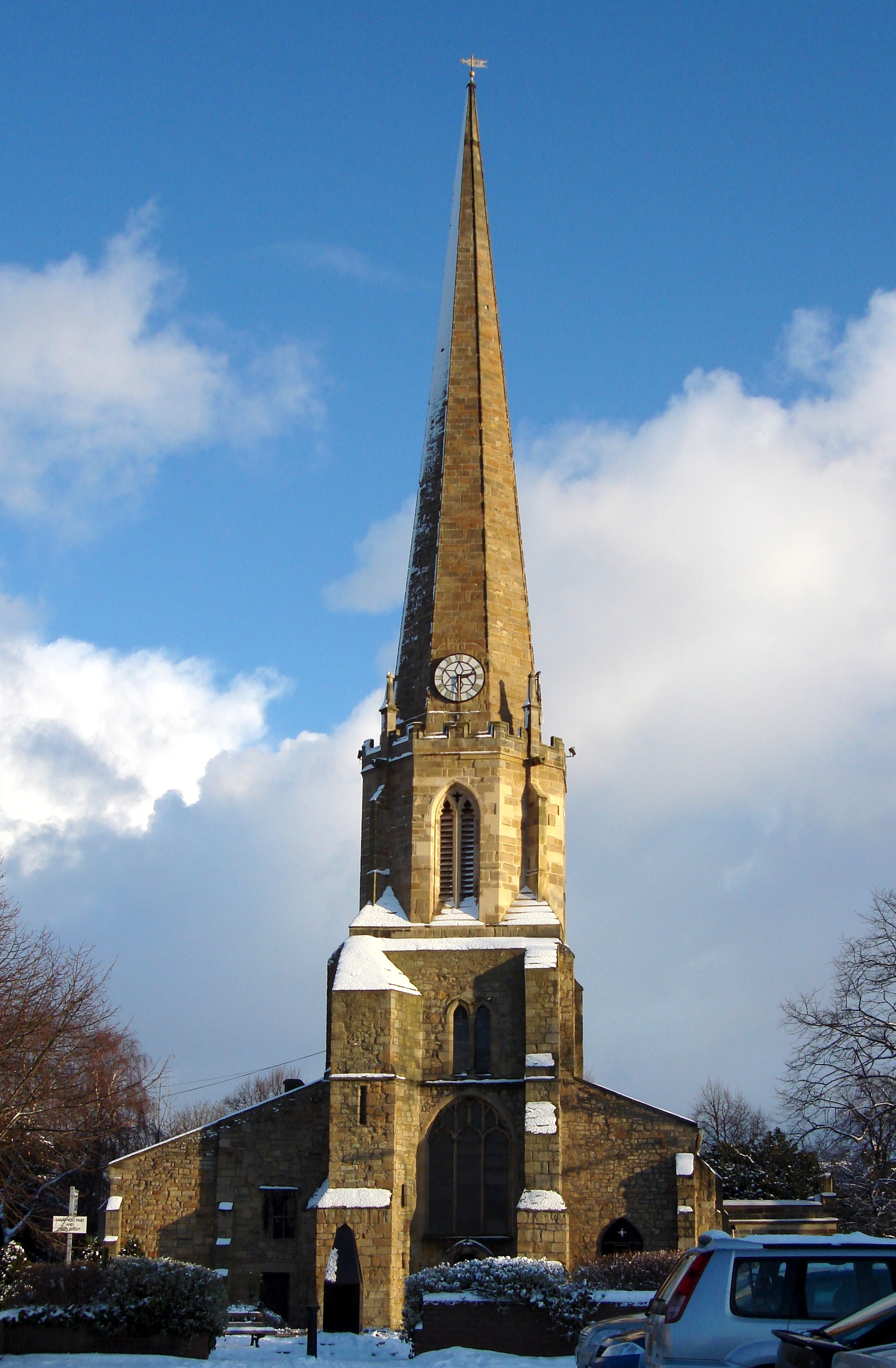
Pfarrkirche St. Mary und St. Cuthbert, Chester-le-Street, County Durham, von Westen aus gesehen bei Schnee. Die breitere linke Seite der Kirche ist The Ankers House. Das schwarze Gebilde vor der Kirche ist das Kriegerdenkmal.

Cuncacestre ist ein Titularbistum der römisch-katholischen Kirche.
Es geht zurück auf einen Bischofssitz in der Stadt Chester-le-Street im County Durham, England. Es gehörte der Kirchenprovinz York an.
| Titularbischöfe von Cuncacestre |                           |                                                      |                  |                   |
| Nr.                             | Name                      | Amt                                                  | von              | bis               |
| 1                               | Hugh Lindsay              | Weihbischof in Hexham und Newcastle (Großbritannien) | 13. Oktober 1969 | 12. Dezember 1974 |
| 2                               | Owen Francis Swindlehurst | Weihbischof in Hexham und Newcastle (Großbritannien) | 10. Juni 1977    | 28. August 1995   |
| 3                               | Alan Stephen Hopes        | Weihbischof in Westminster (Großbritannien)          | 4. Januar 2003   | 11. Juni 2013     |
| 4                               | Robert Byrne              | Weihbischof in Birmingham (Großbritannien)           | 15. März 2014    | 4. Februar 2019   |
| 5                               | David Evans               | Weihbischof in Birmingham (Großbritannien)           | 18. März 2020    |                   |